# Rutela tricolorea
Rutela tricolorea är en skalbaggsart som beskrevs av Ohaus 1905. Rutela tricolorea ingår i släktet Rutela och familjen Rutelidae. Inga underarter finns listade i Catalogue of Life.